# Beaufort-Blavincourt
Beaufort-Blavincourt é uma comuna francesa na região administrativa de Altos da França, no departamento de Pas-de-Calais. Estende-se por uma área de 7,98 km². Em 2010 a comuna tinha 403 habitantes (densidade: 50,5 hab./km²).